# Pablo Cuevas
Pablo Cuevas (født 1. januar 1986) er en uruguayansk tennisspiller.
Han repræsenterede Uruguay under Sommer-OL 2016 i Rio de Janeiro, hvor han blev slået ud i anden runde i single.